# Cappella della Croce di Giorno
La cappella della Croce di Giorno si trova a Volterra, in provincia di Pisa, diocesi di Volterra; la cappella è adiacente alla chiesa di San Francesco, con la quale è collegata tramite una porta laterale: solitamente questa è la via (tramite la chiesa) per accedere alla visita della cappella, che pure avrebbe anche un suo ingresso indipendente sulla piazza.
La cappella fin dal 1786 è di proprietà della famiglia dei conti Guidi.

## Storia
Costruita da Mone de' Tedecinghi nel 1315, consta di due campate a pianta quadrata di cui quella contenente l'altare si conclude con terminazione poligonale. Le coperture sono a volte a sesto acuto costolonate.
Sull'altare, dove fino al 1788 si trovava la Deposizione dalla croce di Rosso Fiorentino, oggi vediamo una pala d'altare con una Crocifissione del pittore sangimignanese Vincenzo Tamagni.

## Descrizione
La cappella è composta da un'aula su due campate, coperta da volte a crociera costolonata nella prima e da una volta poligonale nell'abside.

### Gli affreschi
L'intera decorazione, con i suoi riferimenti all'infanzia di Cristo, alla vita della Madonna e alla Croce, ben si colloca all'interno della religiosità di una confraternita di flagellanti come la Compagnia della Croce di Giorno. Fu completata da Cenni di Francesco nel 1410, ad esclusione degli evangelisti nella volta della prima campata, realizzati da Jacopo da Firenze.
La fonte dell'iconografia fu la Legenda Aurea di Iacopo da Varazze, ma Cenni di Francesco dovette guardare con attenzione innanzitutto al ciclo di Agnolo Gaddi nella cappella maggiore della chiesa di Santa Croce a Firenze. Le Storie della Croce consistono in otto riquadri che si susseguono in due registri in sequenza bustrofedica: la sequenza parte dalla prima campata, lunetta della parete destra, per proseguire verso destra a livello delle altre lunette; a questo punto si scende nel registro inferiore e si procede al rovescio (verso sinistra) fino a tornare al di sotto della prima lunetta della parete destra della prima campata da cui la lettura era partita.
Le scene raffigurate nell'ordine di lettura sono:
- Seth riceve da un angelo un ramoscello dell'Albero della vita e lo pianta sulla tomba di Adamo
- Dopo che si è fatto un ponticello dal legno dell'Albero, la regina di Saba lo riconosce e lo adora (poco leggibile)
- Il legno è tolto dalla piscina probatica e viene fabbricata la Croce
- Sant'Elena rinviene la Croce e la testa resuscitando un uomo
- Trasporto della Croce a Gerusalemme
- Trafugamento della Croce da parte di Cosroè di Persia
- Cosroè si fa adorare come un dio e sogno di Eraclio
- Eraclio fa decapitare Cosroè e riporta scalzo la Croce a Gerusalemme
- Natività e annuncio ai pastori
- Presentazione di Gesù al Tempio
- Annunciazione
- Fuga in Egitto
- Transito della Vergine

Inoltre nei pilastri che dividono le campate i santi Francesco stigmatizzato e Giovanni Battista, mentre sull'arcone si trovano dieci busti di santi e profeti. Nelle volte Evangelisti (di Jacopo da Firenze) e i santi Francesco, Antonio da Padova e Bonaventura.
Il ciclo, con quello di Agnolo Gaddi, fu l'esempio immediatamente precedente per l'iconografia delle Storie della Vera Croce di Piero della Francesca nella basilica di San Francesco ad Arezzo.

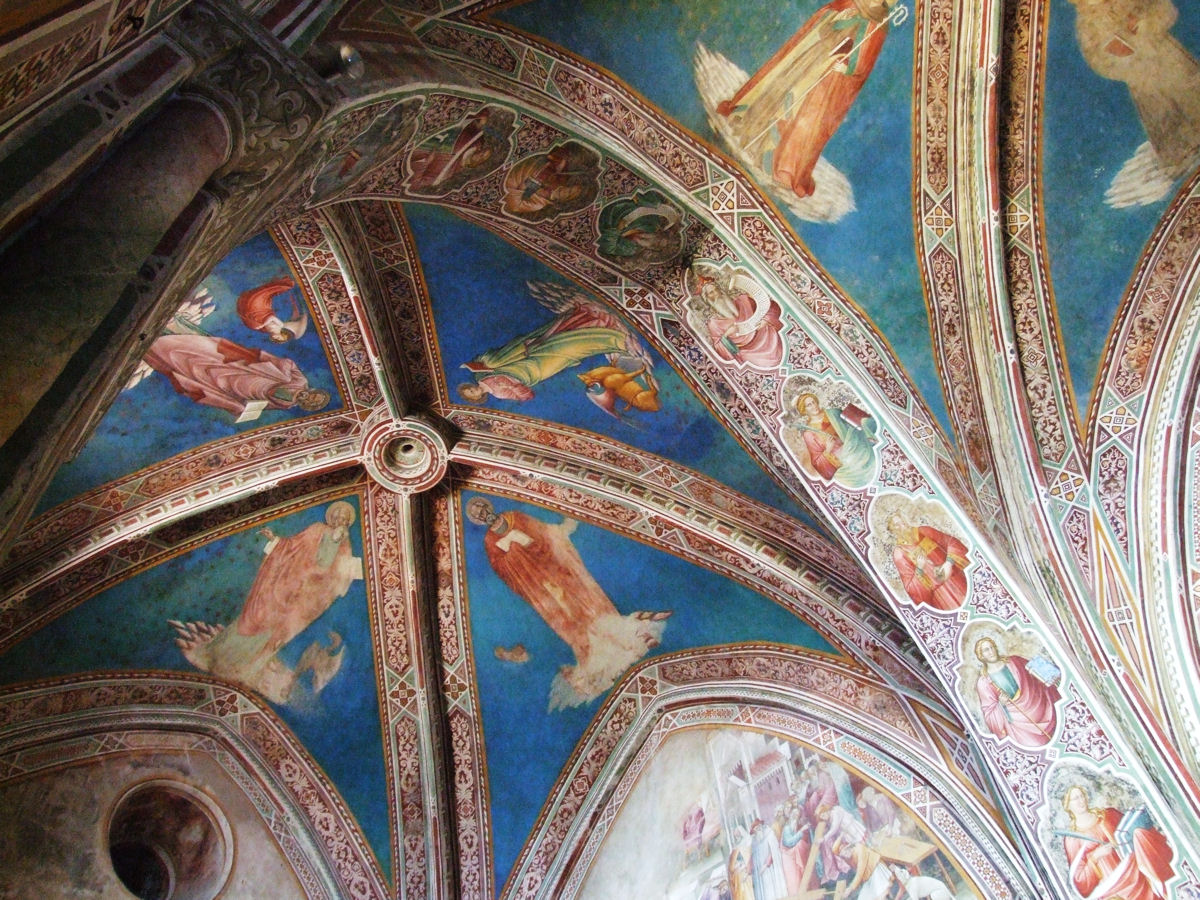
Particolare con la volta della prima campata
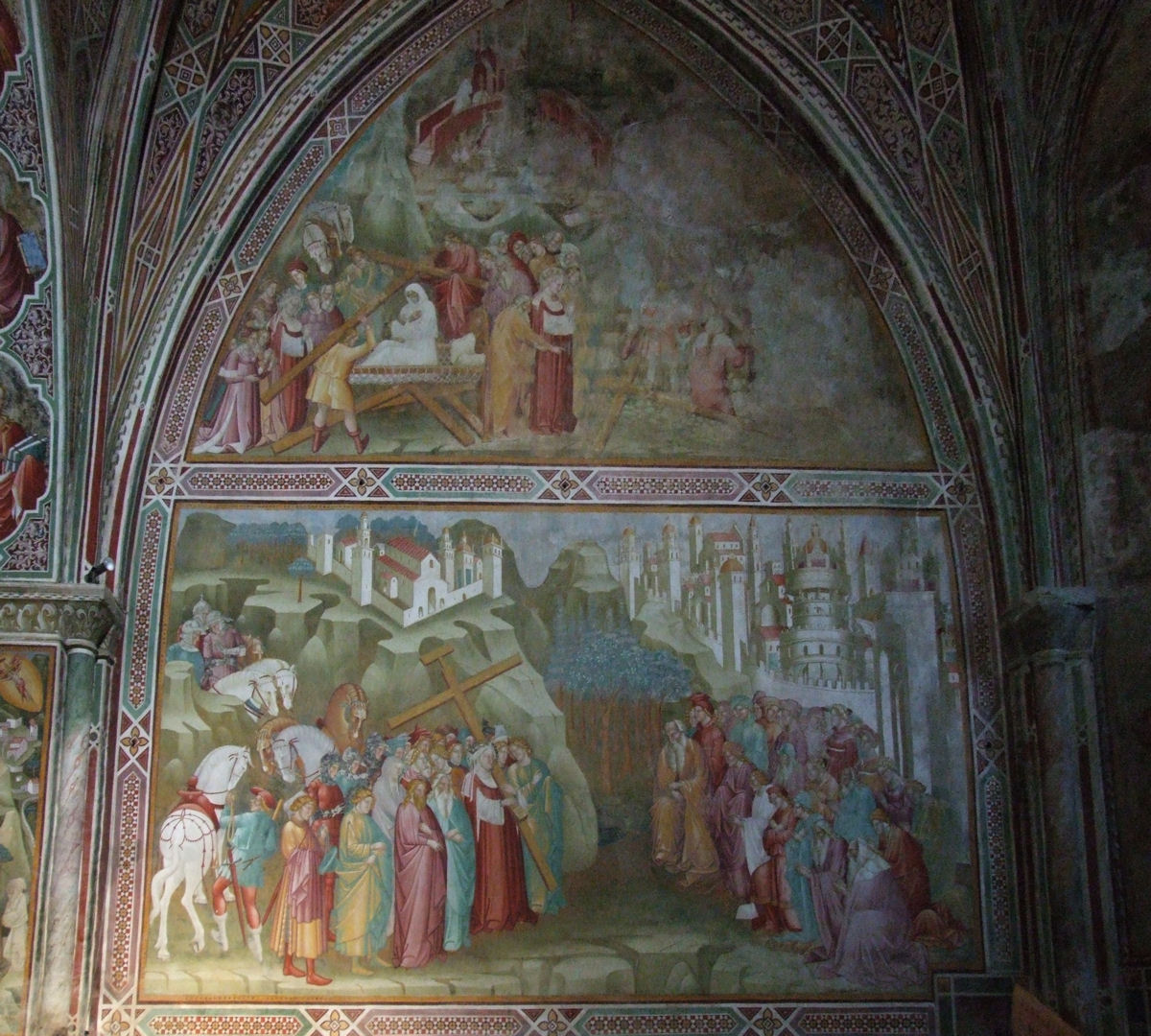
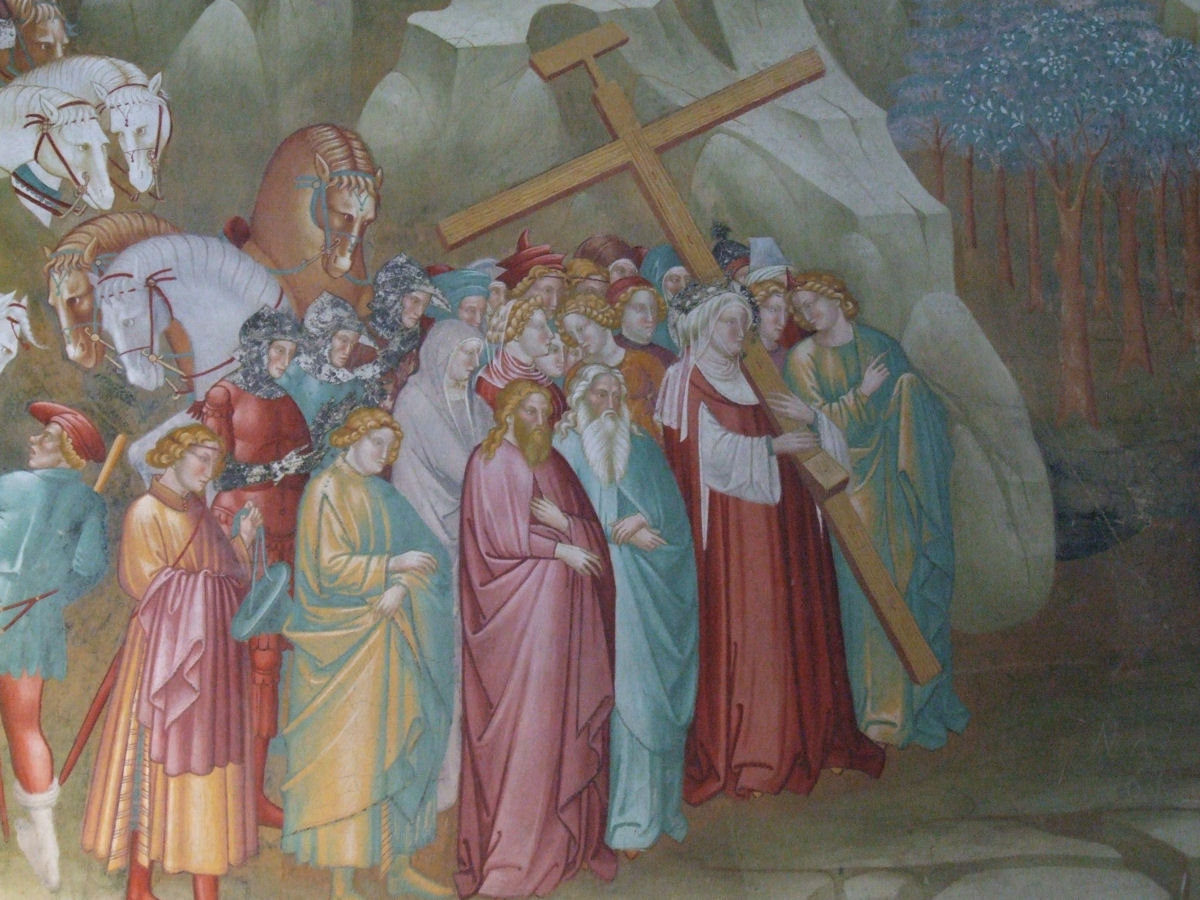
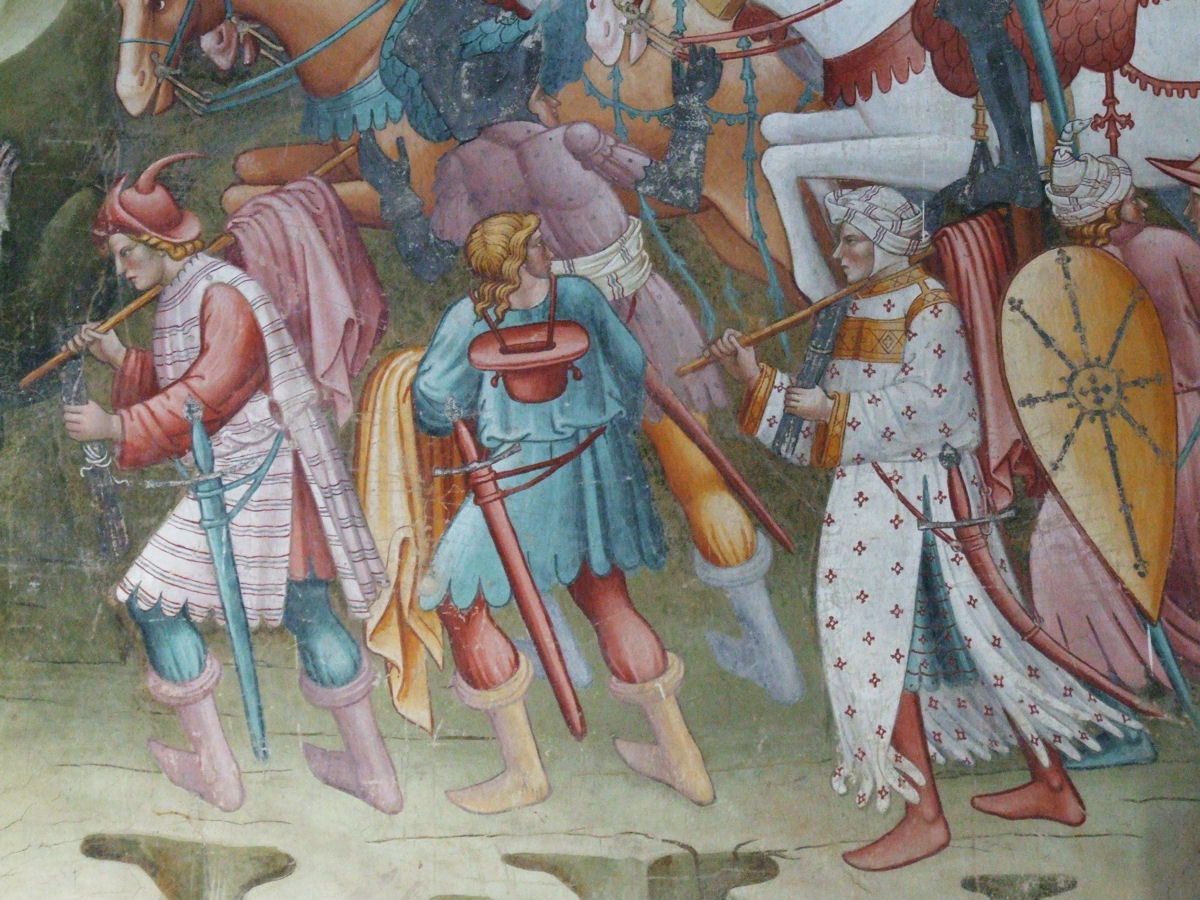
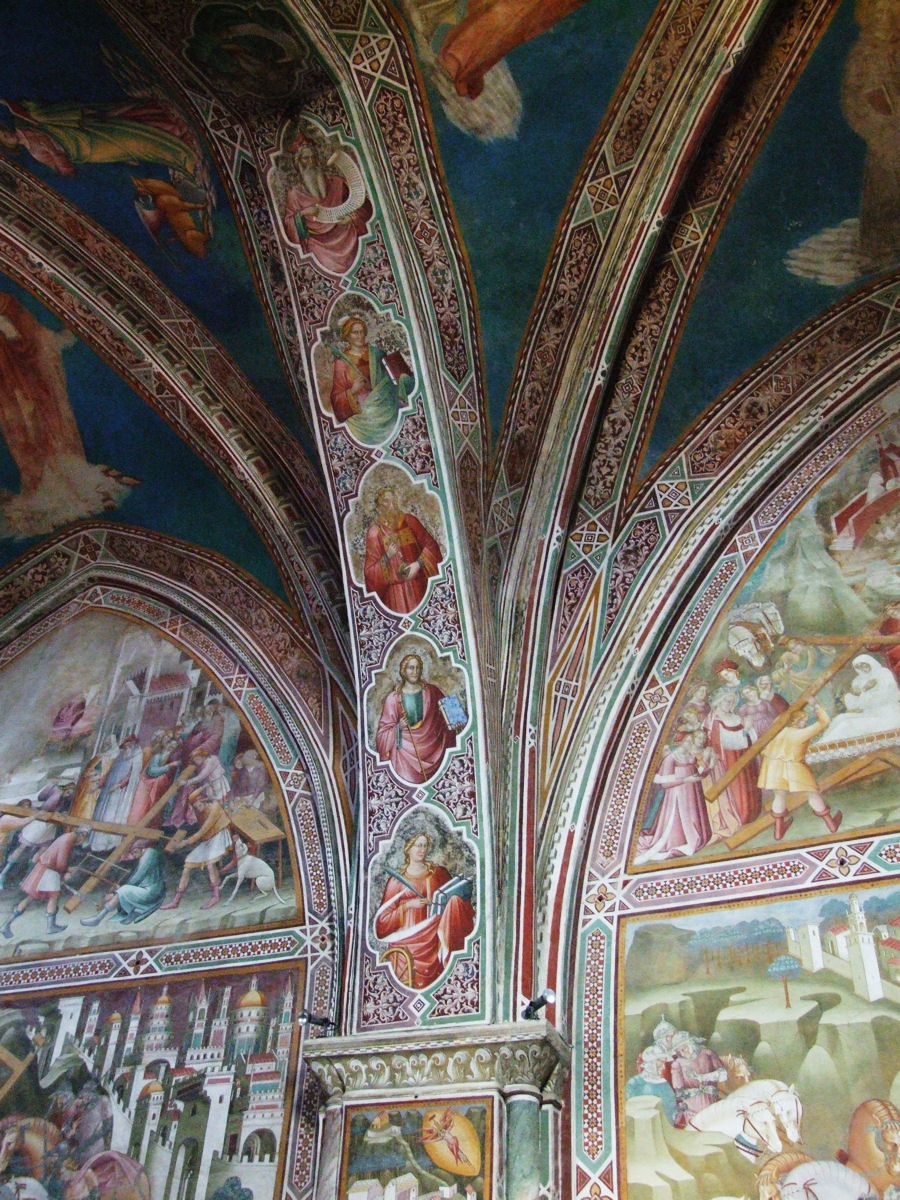
Arcata di separazione tra le due campate della cappella con busti di santi
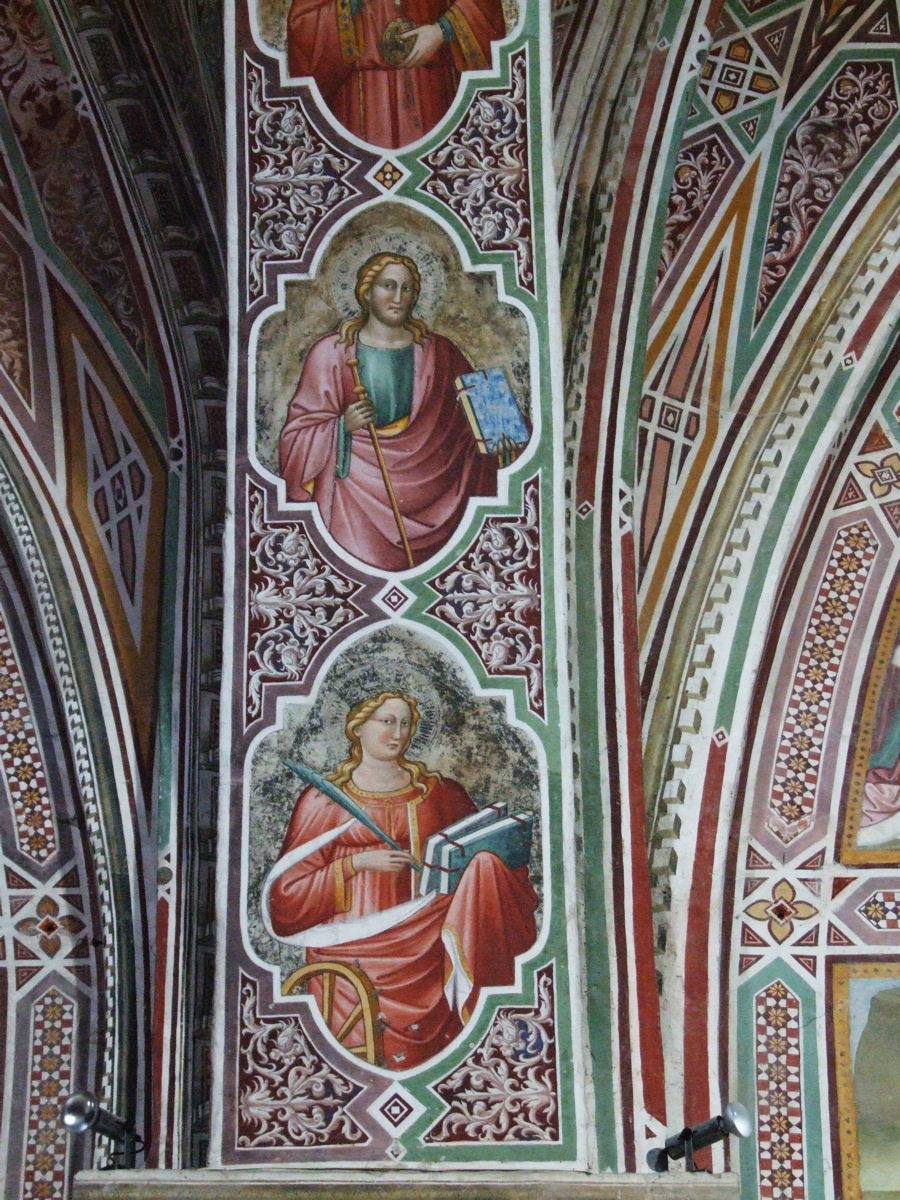
Busti di santi sull'arcata che divide le due campate della cappella
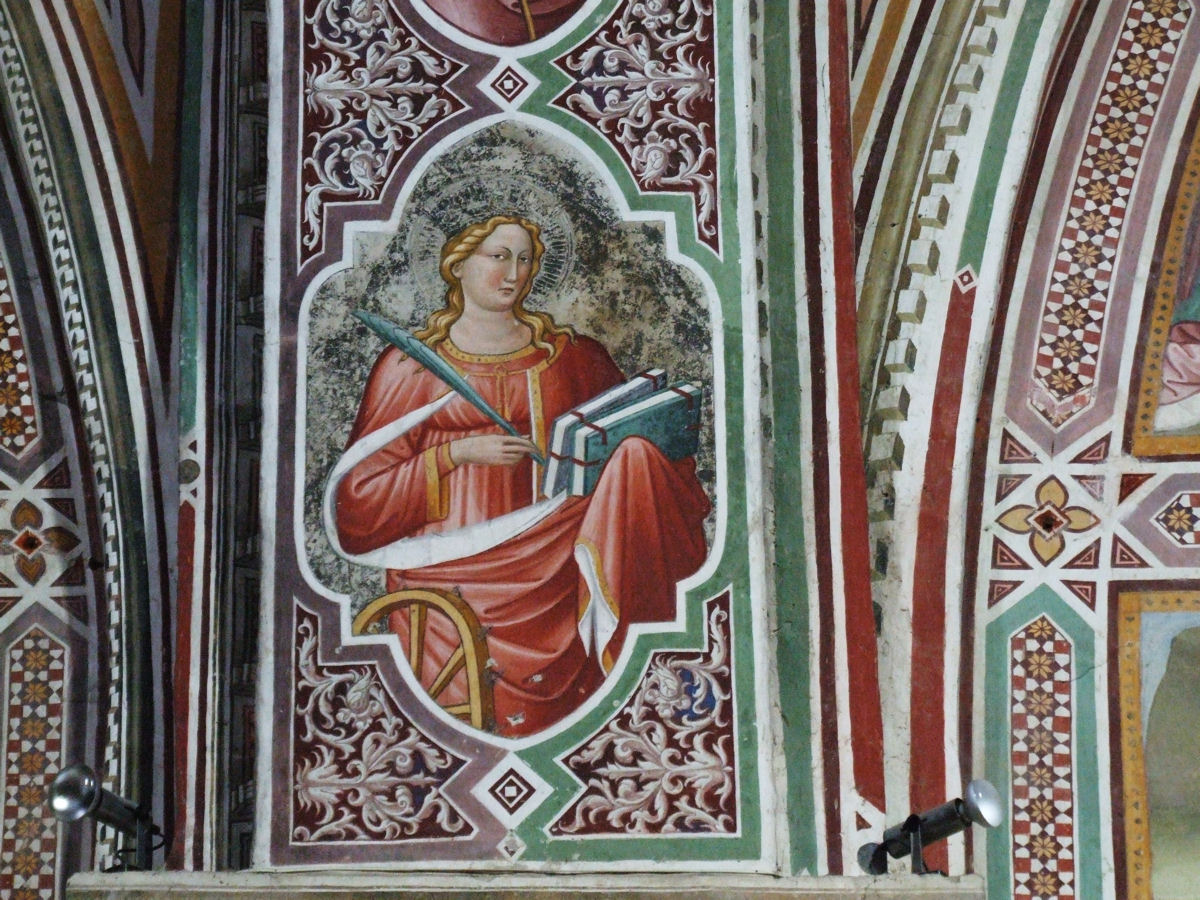
Particolare della decorazione con santa Caterina di Alessandria

## Opere già in loco

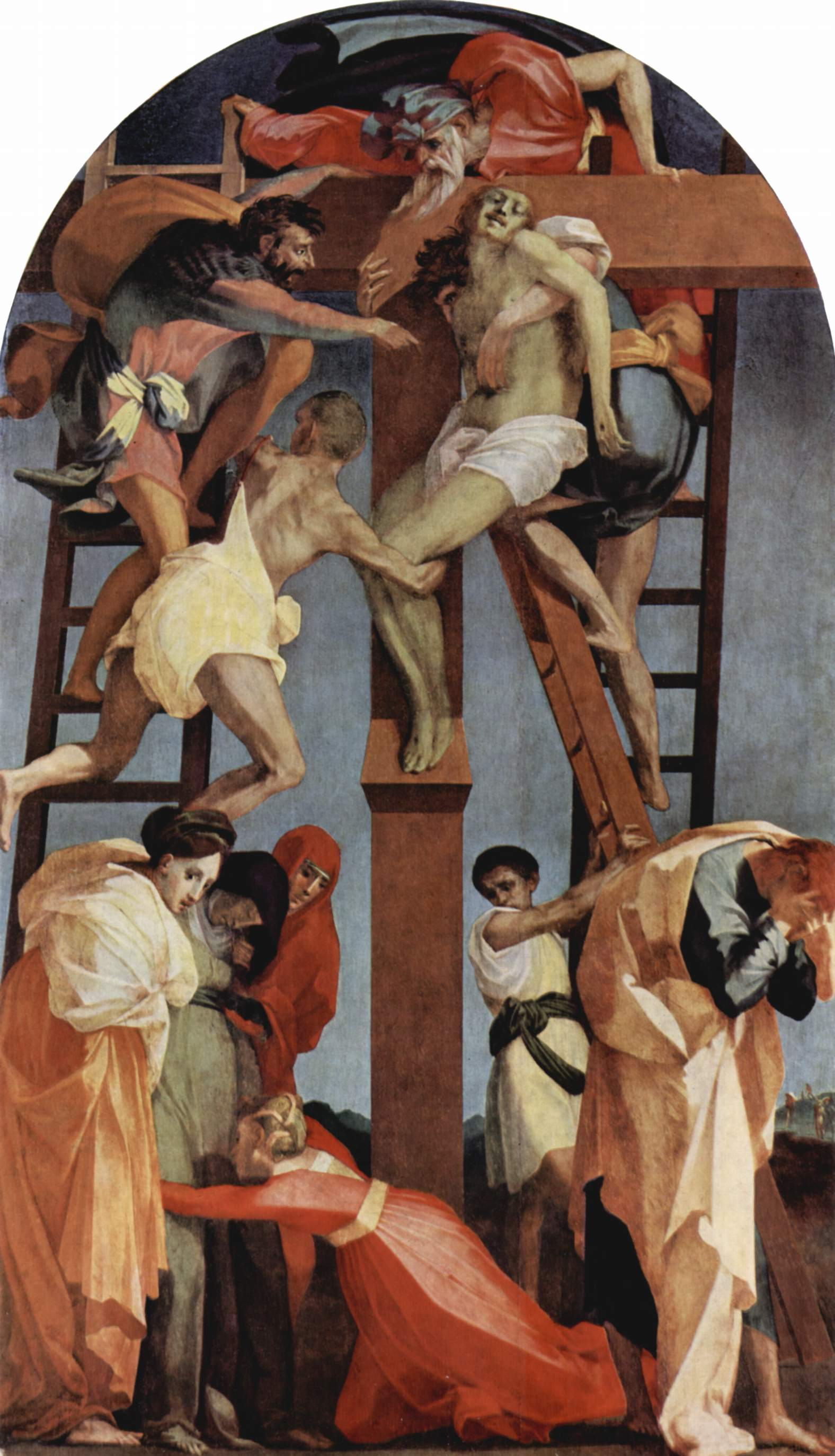
Rosso Fiorentino, Deposizione dalla croce, Volterra, Pinacoteca e Museo Civico

- Per questa cappella Rosso Fiorentino nel 1521 realizzò la Deposizione dalla Croce e qui rimasta fino al 1788: dopo essere stata ricoverata nella cappella di San Carlo in Cattedrale, oggi si trova alla Pinacoteca della città, nelle cui collezioni è presente fin dal suo primo allestimento del 1905, divenendone l'opera più nota.